# Salasso

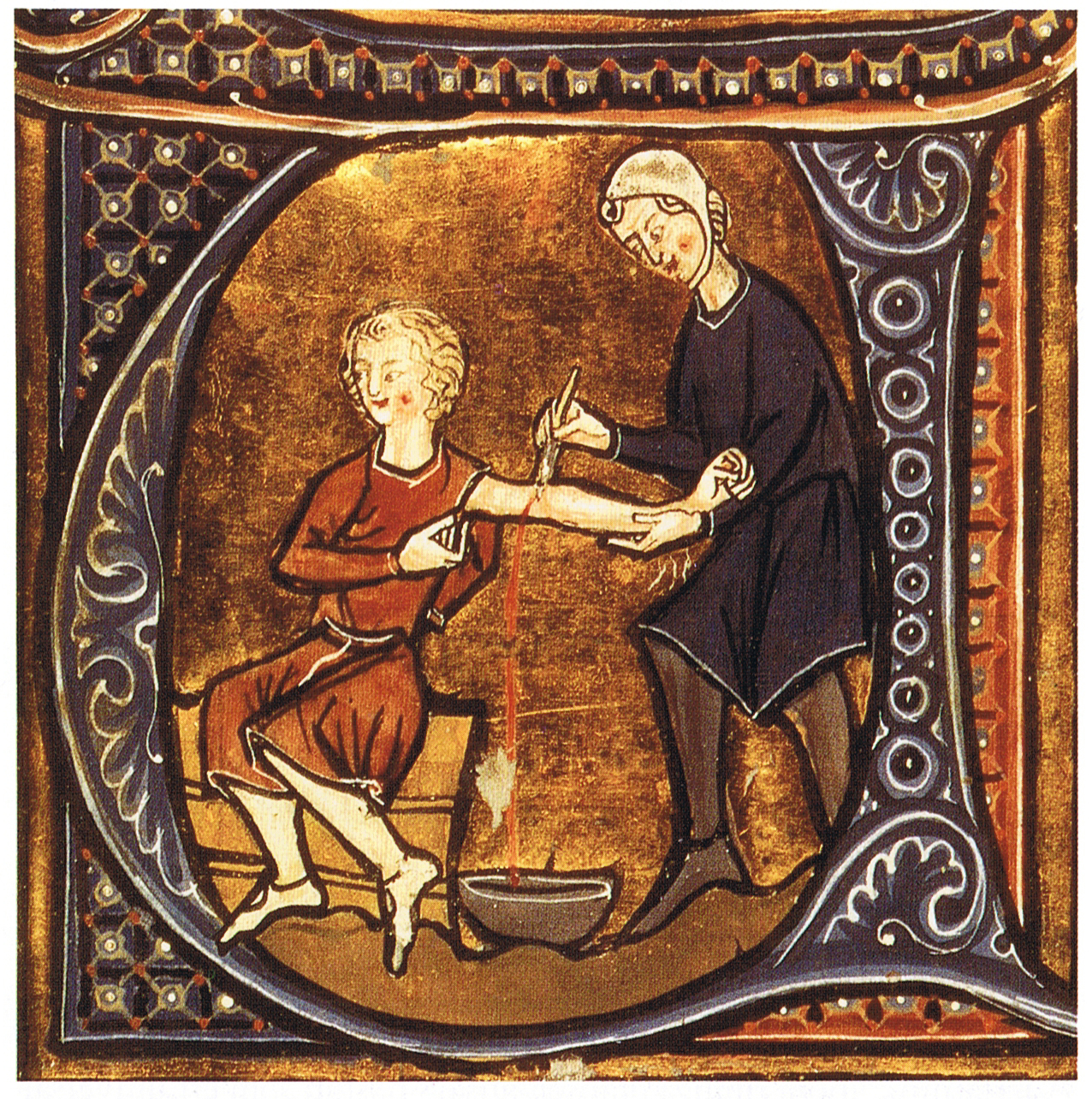
Immagine di un salasso presa da The Medieval Cookbook

Il salasso (in passato anche detto flebotomia) era una pratica medica diffusa nell'antichità fino alla fine del diciannovesimo secolo, consistente nel prelevare quantità spesso considerevoli di sangue da un paziente al fine di ridurre il volume di sangue circolante.
La pratica, di efficacia non dimostrata, è stata abbandonata per tutte le condizioni, eccetto alcune molto particolari, man mano che sono stati introdotti trattamenti ritenuti più efficaci.
Si può pensare che, storicamente e in assenza di altri trattamenti per l'ipertensione, il salasso poté avere talvolta un effetto benefico nel ridurre temporaneamente la pressione sanguigna riducendo il volume di sangue.
Oggi il termine "flebotomia" si riferisce al prelievo di sangue in generale, ad esempio per esami del sangue o donazione.
Il salasso terapeutico consiste nel prelievo di una unità di sangue per ridurre la quantità di globuli rossi, in casi particolari come l'emocromatosi, la policitemia vera, la porfiria cutanea tarda.

## Il salasso nel mondo antico

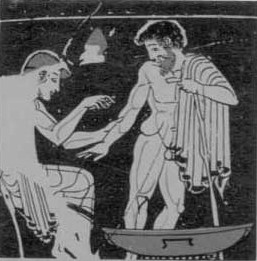
Dipinto su vaso dell'antica Grecia, che mostra un medico (iatros) che salassa un paziente.

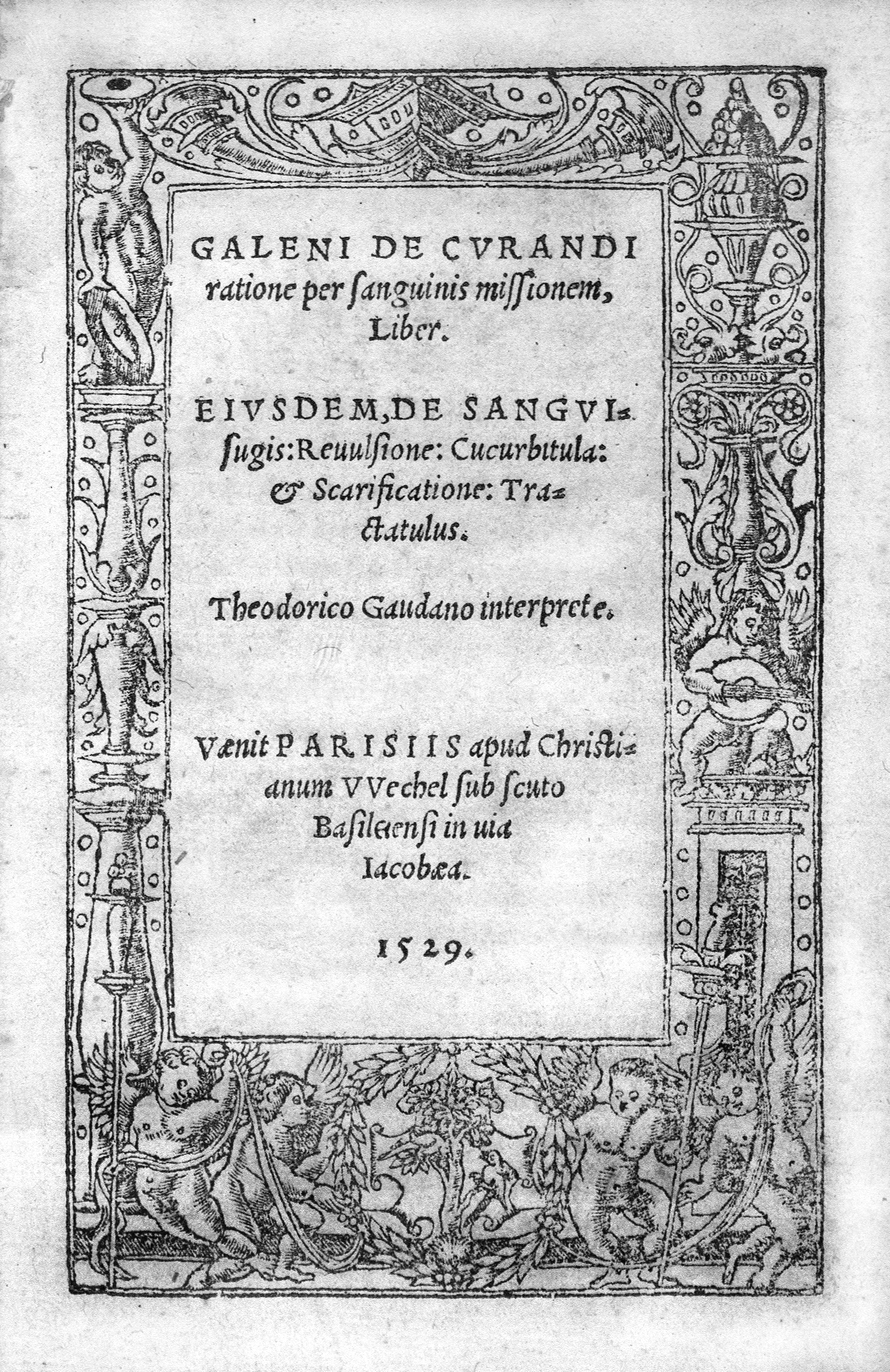
Il trattato De curandi ratione per sanguinis missionem di Galeno in una edizione del 1529. Il medico greco fu un forte sostenitore del salasso.

Il salasso è una delle più antiche pratiche mediche, essendo stato praticato in diversi popoli antichi, tra cui gli abitanti della Mesopotamia, gli Egizi, i Greci, i Maya e gli Aztechi.
In Grecia, il salasso era in uso nel periodo di Ippocrate, che cita il salasso ma che in generale si affidava a tecniche dietetiche.
Erasistrato, comunque, teorizzò che molte malattie fossero causate da pletore, cioè eccessi, nel sangue, e consigliò di trattare queste pletore inizialmente con l'esercizio, il sudore, la riduzione di alimentazione e il vomito.
Erofilo era a favore del salasso.
Arcagato, uno dei primi medici greci a praticare a Roma, utilizzò ampiamente il salasso.
La popolarità del salasso in Grecia era rinforzata dalle idee di Galeno.
C'erano due concetti chiave nel suo sistema di salasso.
Il primo era che il sangue era creato e poi consumato, non circolava e perciò poteva 'stagnare' alle estremità.
Il secondo era che il bilancio umorale decideva tra malattia e salute, con i quattro umori, ossia il sangue, la flemma, la bile nera e la bile gialla, in parallelo ai quattro classici elementi greci aria, acqua, terra e fuoco.
Galeno credeva che il sangue fosse l'umore dominante, quello che avesse più bisogno di essere controllato.
Al fine di bilanciare gli umori, un medico avrebbe rimosso il sangue in 'eccesso' (la pletora) dal paziente o gli avrebbe dato un emetico per indurre il vomito, o un diuretico per indurre la minzione.
Galeno creò un complesso metodo per calcolare quanto sangue dovesse essere rimosso a seconda dell'età e della costituzione fisica del paziente, nonché della stagione, del clima e del luogo.
La febbre, l'apoplessia e la cefalea erano considerati sintomi della pletora.
Il sangue da asportare era di una natura specifica determinata dalla malattia: poteva essere arterioso o venoso, e lontano o vicino all'area affetta del corpo.
Egli collegava i diversi vasi sanguigni ai diversi organi, secondo il loro presunto scarico.
Per esempio, si doveva attingere alla vena della mano destra per curare problemi al fegato, mentre alla vena nella mano sinistra per problemi alla milza.
Più era grave la malattia, più sangue si doveva prelevare.
Le malattie febbrili richiedevano salassi abbondanti.
Il Talmud raccomandava di praticare i salassi solo in uno specifico giorno della settimana o in specifici giorni del mese, e simili regole, sebbene meno codificate, si potevano trovare negli scritti cristiani che consigliavano i santi i cui giorni erano favorevoli al salasso.
Anche autori musulmani consigliavano il salasso, in particolare per le malattie febbrili.
Le pratica probabilmente era stata tramandata loro dai Greci; quando le teorie islamiche divennero note nei paesi di lingua latina dell'Europa, il salasso si diffuse maggiormente.
Insieme al cauterio, era centrale nella chirurgia araba; entrambi i testi chiave, il Kitāb al-Qānūn di Avicenna e, specialmente, l'al-Tasrīf li-man ʿajaza ʿan al-taʿlīf di Abulcasis (Abu al-Qasim Khalaf ibn al-Abbas al-Zahrawi), lo raccomandavano.
Era noto anche nella medicina ayurvedica, descritta nel Susrata Samhita.

## Il salasso nel secondo millennio
Anche dopo che il sistema umorale era caduto in disuso, la pratica venne continuata dai chirurghi e dai barbieri-chirurghi (indicati anche come flebotomi).
Sebbene il salasso venisse spesso raccomandato dai medici, veniva applicato dai barbieri.
Questa suddivisione del lavoro condusse alla distinzione tra medici e chirurghi.
Il palo a strisce bianche e rosse degli esercizi di barbiere, detto palo del barbiere, ancora oggi in uso in alcuni Paesi, deriva da questa pratica: il rosso rappresenta il sangue prelevato, il bianco rappresenta la pinza emostatica utilizzata e il palo stesso rappresenta il bastone stretto nella mano del paziente per dilatare le vene.
Il salasso veniva usato per 'trattare' un'ampia gamma di malattie, divenendo un trattamento standard per quasi ogni disturbo, ed era praticato sia come profilassi che come terapia.
La pratica continuò per tutto il Medioevo, ma cominciò a essere messa in questione nel XVI secolo, particolarmente nell'Europa settentrionale e nei Paesi Bassi.
In Francia, i medici della corte e delle università suggerivano frequenti flebotomie.
In Inghilterra, l'efficacia del salasso era molto dibattuta, è declinata nel corso del XVIII secolo e ha avuto una breve ripresa nel XIX secolo come trattamento delle febbri tropicali.
Venivano impiegati numerosi metodi.
Il più comune era la flebotomia o venisezione (spesso definita "far respirare una vena"), in cui il sangue veniva estratto da una o più delle maggiori vene esterne, come quelle nell'avambraccio o nel collo.
Nell'arteriotomia veniva punta un'arteria, sebbene solitamente solo alle tempie.
Nella scarificazione venivano aggrediti i vasi "superficiali", spesso usando una siringa, un bisturi a molla, o una tazza di vetro che conteneva aria calda, producendo una depressione all'interno.
Lo scarificatore è uno strumento per il salasso usato primariamente nella medicina del XIX secolo.
Si potevano usare anche le sanguisughe.
Il prelievo di così tanto sangue da indurre una sincope (svenimento) era considerato benefico, e molte sessioni venivano concluse solamente quando il paziente cominciava a perdere i sensi.
William Harvey ha confutato la base della pratica nel 1628, e l'introduzione della medicina scientifica ha consentito a Pierre-Charles Alexandre Louis di dimostrare all'inizio dell'Ottocento che la flebotomia era completamente inefficace nel trattamento della polmonite e di varie malattie febbrili.
Ciononostante, nel 1840 un professore inglese dell'Ordine Reale dei Medici avrebbe ancora affermato che "il salasso è un rimedio di cui, quando impiegato giudiziosamente, è quasi impossibile avere un'opinione troppo alta" e Louis venne perseguitato dal sanguinario Broussais, che poteva raccomandare fino a cinquanta sanguisughe per volta.
Il salasso era particolarmente diffuso nei giovani Stati Uniti d'America, dove Benjamin Rush (un firmatario della Dichiarazione d'indipendenza) vide lo stato delle arterie come la chiave alla malattia, raccomandando dei livelli di salasso molto elevati anche per l'epoca.
George Washington fu trattato in questa maniera in seguito a una caduta da cavallo: gli furono prelevate quasi 4 libbre (1,7 litri) di sangue, contribuendo alla sua morte per infezione alla gola nel 1799.

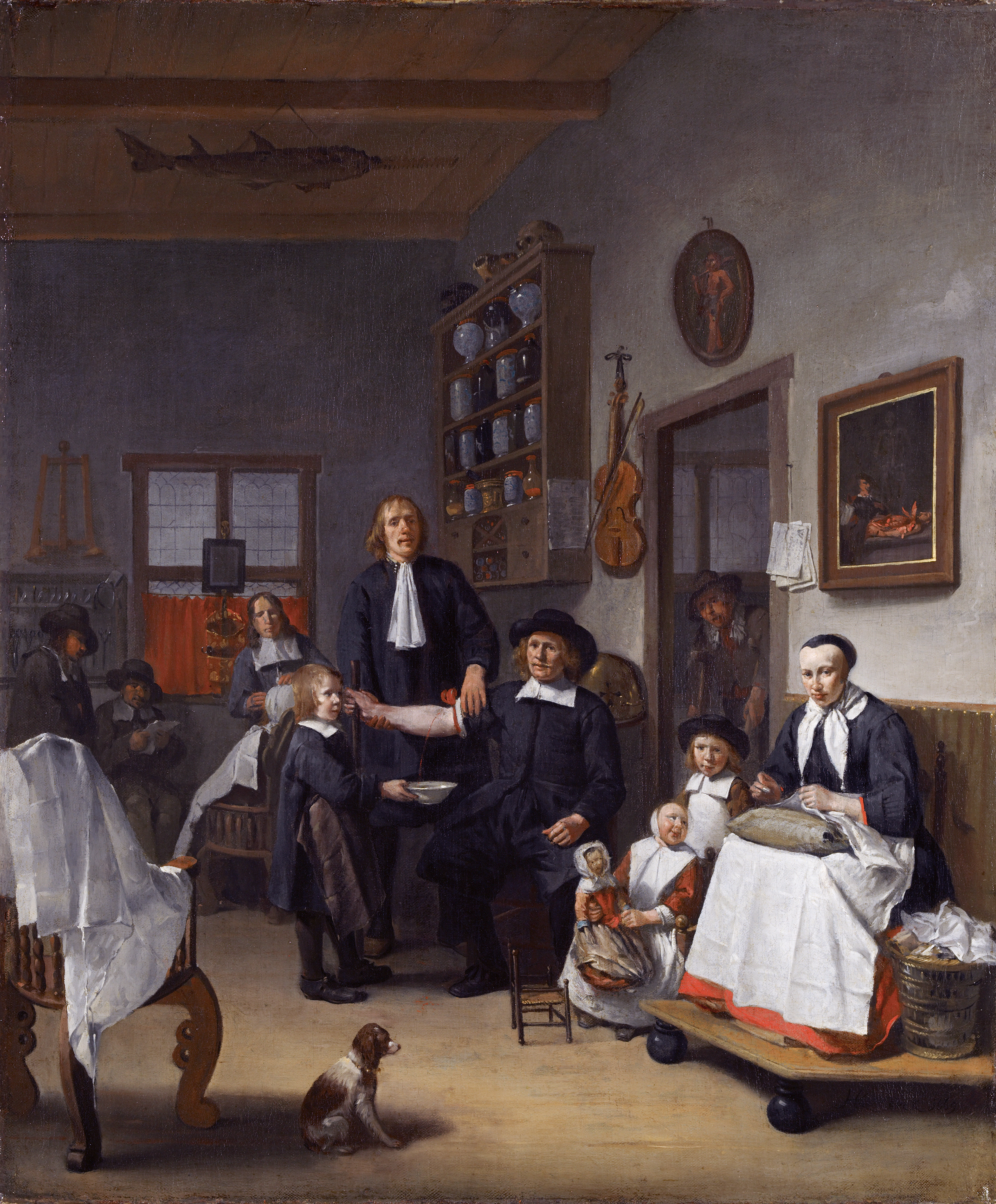
Un barbiere mentre pratica un salasso al cliente. Dipinto di Egbert van Heemskerck, 1669, Amsterdams Historisch Museum.

Una ragione per la persistente diffusione del salasso (e della purga) era che, mentre le conoscenze anatomiche e le abilità chirurgiche e diagnostiche crebbero notevolmente nell'Europa dal XVII secolo, la chiave per curare le malattie rimaneva elusiva, e la credenza soggiacente era che fosse meglio dare un qualunque trattamento piuttosto che nessuno.
Il beneficio psicologico del salasso per il paziente (un effetto placebo) può talvolta avere superato i problemi fisiologici che provocava.
Il salasso perse favore nel XIX secolo, ma numerosi altri trattamenti inefficaci o dannosi si resero disponibili come placebo — il mesmerismo, vari procedimenti che utilizzavano la nuova tecnologia dell'elettricità, molte pozioni, tonici ed elisir.
In assenza di altri trattamenti, il salasso è effettivamente benefico in alcune circostanze, tra cui il sovraccarico di fluido per insufficienza cardiaca, ed anche la semplice ipertensione.
In altri casi, come quelli che causano una agitazione nel paziente, la riduzione di pressione sanguigna potrebbe apparire benefica, ma solo a causa dell'effetto sedativo.

## La salassoterapia di oggi
L'inefficacia del salasso per la maggior parte delle malattie è oggigiorno assodata.
La flebotomia ha ancora posto nel trattamento di alcune malattie come l'emocromatosi e la policitemia e nell'arteriopatia obliterante periferica.
Nella maggior parte dei casi, attualmente la flebotomia viene praticata per prelevare piccole quantità di sangue allo scopo di eseguire esami del sangue, o per prelevare cospicue quantità di sangue a donatori sani a scopo di trasfusione.

### Australia
In Australia, ci sono diversi corsi di flebotomia offerti dalle istituzioni educative, ma la formazione viene generalmente fornita sul posto di lavoro. La qualifica primaria minima richiesta per i flebotomisti in Australia è un Certificato III in Raccolta di Campioni Patologici (HLT37215) da un'istituzione educativa approvata. 

### Regno Unito
Nel Regno Unito non vi è alcun requisito di possedere una qualifica o certificazione formale prima di diventare un flebotomista, poiché la formazione viene solitamente fornita sul posto di lavoro. Il NHS offre una formazione con certificazione formale al termine del corso.

### Stati Uniti
La certificazione speciale di stato negli Stati Uniti è richiesta solo in quattro stati: California, Washington, Nevada e Louisiana. Un flebotomista può ottenere la certificazione a livello nazionale attraverso molte organizzazioni diverse. Tuttavia, attualmente la California accetta solo certificati nazionali da sei agenzie. Queste includono l'American Certification Agency (ACA), gli American Medical Technologists (AMT), l'American Society for Clinical Pathology (ASCP), il National Center for Competency Testing/Multi-skilled Medical Certification Institute (NCCT/MMCI), la National Credentialing Agency (NCA), la National Healthcareer Association (NHA) e il National Phlebotomy Certification Examination (NPCE). Queste e altre agenzie come l'American Society of Phlebotomy Technicians certificano anche flebotomisti al di fuori dello stato della California. Per poter sostenere un esame, i candidati devono completare un corso completo di flebotomia e fornire documentazione di esperienza clinica o di laboratorio. 

### Sudafrica
In Sudafrica, i percorsi formativi per qualificarsi come Tecnico di Flebotomia sono offerti da molte istituzioni educative pubbliche e private, nonché da accademie private di laboratori di patologia (come Ampath Laboratories, Lancet, PathCare) e fornitori di servizi sanitari (come Netcare, South African National Blood Service). Alcune delle catene di farmacie al dettaglio più grandi che offrono servizi clinici in negozio (come Clicks, Dis-Chem) forniscono anche formazione per aspiranti flebotomisti. La certificazione può essere ottenuta da diverse istituzioni di esame e test. Per lavorare come flebotomista in Sudafrica, è necessaria l'iscrizione presso il Consiglio delle Professioni Sanitarie del Sudafrica (HPCSA). 

## Nella cultura popolare e nell'arte
- Storicamente, un salasso fu la causa di morte del califfo abbaside al-Mu'tasim.[9]
- Nella semi-leggenda su Robin Hood, contenuta nel Percy Folio del XVII secolo e ripresa da Alexandre Dumas, si narra che Robin Hood stesso muore a causa del taglio intenzionale di una vena da parte della cugina di Sir Guy di Gisborne, mentre Robin si sta facendo curare mediante un salasso.
- In Delitto e Castigo di Fëdor Dostoevskij (parte seconda, capitolo VII), il salasso è menzionato come possibile per quanto ormai inutile trattamento per il moribondo Marmeladov, investito dai cavalli di una carrozza.